# Gorazd de Bulgària
Gorazd de Bulgària o Sant Gorazd (en búlgar Горазд - segles ix - X)) és un sant de l'Església Ortodoxa, deixeble de Ciril i Metodi. El seu nom significa "savi". És considerat com un dels "Set Sants de l'església búlgara", amb Sant Ciril, Sant Metodi, Sant Climent, Sant Naüm, Angelarius (o Anjelarij) i Sant Sava